# Lijst van voetbalinterlands Finland - Montenegro
Deze lijst van voetbalinterlands is een overzicht van alle officiële voetbalwedstrijden tussen de nationale teams van Finland en Montenegro. De landen speelden tot op heden twee keer tegen elkaar. De eerste ontmoeting, een groepswedstrijd tijdens de UEFA Nations League 2022/23, werd gespeeld in Helsinki op 7 juni 2022. Het laatste duel, de returnwedstrijd in dezelfde competitie, vond plaats op 26 september 2022 in Podgorica.

## Wedstrijden
| № | Plaats    | Datum             | Competitie                  | Wedstrijd            | Uitslag |
| - | --------- | ----------------- | --------------------------- | -------------------- | ------- |
| 1 | Helsinki  | 7 juni 2022       | UEFA Nations League 2022/23 | Finland − Montenegro | 2 − 0   |
| 2 | Podgorica | 26 september 2022 | UEFA Nations League 2022/23 | Montenegro − Finland | 0 − 2   |

## Samenvatting
| Competitie          | Totaal gespeeld | Winst Finland | Gelijk | Winst Montenegro | Doelsaldo Finland – Montenegro |
| ------------------- | --------------- | ------------- | ------ | ---------------- | ------------------------------ |
| UEFA Nations League | 2               | 2             | 0      | 0                | 4 − 0                          |
| Totaal              | 2               | 2             | 0      | 0                | 4 − 0                          |

Finse voetbalbond · A-internationals · Bondscoaches · Statistieken · Fins vrouwenelftal · Olympisch elftal · Finland U21 · Finland U20 · Finland U19 · Finland U18 · Finland U17 · Finland U16
1911 – 1919 ·
1920 – 1929 ·
1930 – 1939 ·
1940 – 1949 ·
1950 – 1959 ·
1960 – 1969 ·
1970 – 1979 ·
1980 – 1989 ·
1990 – 1999 ·
2000 – 2009 ·
2010 – 2019 ·
2020 − 2029
EK 2020
OS 1912 ·
OS 1936 ·
OS 1952 ·
OS 1980
1911 · 
1912 · 
1913 · 
1914 · 
1915 · 1916 · 1917 · 1918 · 
1919 · 
1920 · 
1921 · 
1922 · 
1923 · 
1924 · 
1925 · 
1926 · 
1927 · 
1928 · 
1929 · 
1930 · 
1931 · 
1932 · 
1933 · 
1934 · 
1935 · 
1936 · 
1937 · 
1938 · 
1939 · 
1940 · 
1941 · 
1942 · 
1943 · 
1944 · 
1945 · 
1946 · 
1947 · 
1948 · 
1949 · 
1950 · 
1952 · 
1952 · 
1953 · 
1954 · 
1955 · 
1956 · 
1957 · 
1958 · 
1959 · 
1960 · 
1961 · 
1962 · 
1963 · 
1964 · 
1965 · 
1966 · 
1967 · 
1968 · 
1969 · 
1970 · 
1971 · 
1972 · 
1973 · 
1974 · 
1975 · 
1976 · 
1977 · 
1978 · 
1979 · 
1980 · 
1981 · 
1982 · 
1983 · 
1984 · 
1985 · 
1986 · 
1987 · 
1988 · 
1989 · 
1990 · 
1991 · 
1992 · 
1993 · 
1994 · 
1995 · 
1996 · 
1997 · 
1998 · 
1999 · 
2000 · 
2001 · 
2002 · 
2003 · 
2004 · 
2005 · 
2006 · 
2007 · 
2008 · 
2009 · 
2010 · 
2011 · 
2012 · 
2013 · 
2014 · 
2015 · 
2016 · 
2017 · 
2018 ·
2019 ·
2020
Albanië ·
Algerije ·
Andorra ·
Armenië ·
Azerbeidzjan ·
Bahrein ·
Barbados ·
België ·
Bermuda ·
Bolivia ·
Bosnië en Herzegovina ·
Brazilië ·
Bulgarije ·
Canada ·
Chili ·
China ·
Colombia ·
Costa Rica ·
Cyprus ·
Denemarken ·
DDR ·
(West-)Duitsland ·
Ecuador ·
Egypte ·
Engeland ·
Estland ·
Faeröer ·
Frankrijk ·
Georgië ·
Griekenland ·
Honduras ·
Hongarije ·
Ierland ·
IJsland ·
India ·
Irak ·
Israël ·
Italië ·
Japan ·
Jemen ·
Joegoslavië ·
Jordanië ·
Kameroen ·
Kazachstan ·
Koeweit ·
Kosovo ·
Kroatië ·
Letland ·
Liechtenstein ·
Litouwen ·
Luxemburg ·
Maleisië ·
Malta ·
Marokko ·
Mexico ·
Moldavië ·
Montenegro ·
Nederland ·
Noord-Ierland ·
Noord-Korea ·
Noord-Macedonië ·
Noorwegen ·
Oekraïne · 
Oman ·
Oostenrijk ·
Peru ·
Polen ·
Portugal ·
Qatar ·
Roemenië ·
Rusland ·
San Marino ·
Saoedi-Arabië ·
Schotland ·
Servië ·
Servië en Montenegro ·
Singapore ·
Slovenië ·
Slowakije ·
Sovjet-Unie ·
Spanje ·
Thailand ·
Trinidad en Tobago ·
Tsjechië ·
Tsjecho-Slowakije ·
Tunesië ·
Turkije ·
Uruguay ·
Verenigde Arabische Emiraten ·
Verenigde Staten ·
Wales ·
Wit-Rusland ·
Zuid-Korea ·
Zweden ·
Zwitserland
België (2021) · 
Denemarken (2021) · 
Rusland (2021)
FSCG · A-internationals · Bondscoaches · Statistieken · Montenegrijns vrouwenelftal · Montenegro U21 · Montenegro U20 · Montenegro U19 · Montenegro U17 · Servië en Montenegro U19 · Servië en Montenegro U17
2003 – 2006** · 
2007 – 2009 · 
2010 – 2019 ·
2020 − 2029
EK 2008 · 
EK 2012 · 
EK 2016
WK 2006** · 
WK 2010 · 
WK 2014 · 
WK 2018
OS 2004** · 
OS 2008 · 
OS 2012 · 
OS 2016
2007 · 
2008 · 
2009 · 
2010 · 
2011 · 
2012 · 
2013 · 
2014 · 
2015 · 
2016 · 
2017 ·
2018 ·
2019 ·
2020 ·
2021 ·
2022 ·
2023
Albanië ·
Armenië ·
Azerbeidzjan ·
België · 
Bosnië en Herzegovina ·
Bulgarije ·
Colombia ·
Cyprus ·
Denemarken · 
Engeland ·
Estland ·
Finland ·
Georgië ·
Ghana ·
Gibraltar ·
Griekenland ·
Hongarije ·
Ierland ·
IJsland ·
Iran · 
Israël ·
Italië ·
Japan ·
Kazachstan ·
Kosovo ·
Letland ·
Libanon ·
Liechtenstein ·
Litouwen ·
Luxemburg ·
Moldavië ·
Nederland ·
Noord-Ierland ·
Noord-Macedonië ·
Noorwegen ·
Oekraïne ·
Oezbekistan ·
Oostenrijk ·
Polen ·
Roemenië ·
Rusland · 
San Marino ·
Servië ·
Slovenië ·
Slowakije ·
Tsjechië ·
Turkije ·
Wales ·
Wit-Rusland ·
Zweden ·
Zwitserland
Argentinië (2006) · 
Ivoorkust (2006) · 
Nederland (2006)
** - Onder de naam Servië en Montenegro